# Gabriella Varga
Gabriella Varga (Budapest, 7 aprile 1982) è una schermitrice ungherese, vincitrice di due medaglie d'oro, una d'argento ed una di bronzo ai campionati europei di scherma.

## Palmarès
In carriera ha conseguito i seguenti risultati:
- Europei di scherma

Mosca 2002: argento nel fioretto individuale.
Bourges 2003: oro nel fioretto individuale.
Gand 2007: oro nel fioretto a squadre.
Kiev 2008: argento nel fioretto a squadre.
Plovdiv 2009: bronzo nel fioretto individuale.